# Liste der Baudenkmäler in Redwitz an der Rodach
Auf dieser Seite sind die Baudenkmäler in der oberfränkischen Gemeinde Redwitz an der Rodach zusammengestellt. Diese Tabelle ist eine Teilliste der Liste der Baudenkmäler in Bayern. Grundlage ist die Bayerische Denkmalliste, die auf Basis des Bayerischen Denkmalschutzgesetzes vom 1. Oktober 1973 erstmals erstellt wurde und seither durch das Bayerische Landesamt für Denkmalpflege geführt wird. Die folgenden Angaben ersetzen nicht die rechtsverbindliche Auskunft der Denkmalschutzbehörde.
 Diese Liste gibt den Fortschreibungsstand vom 29. Oktober 2014 wieder und enthält 29 Baudenkmäler.

## Baudenkmäler nach Gemeindeteilen

### Redwitz an der Rodach
| Lage                                                                       | Objekt                                            | Beschreibung | Akten-Nr.     | Bild                              |
| -------------------------------------------------------------------------- | ------------------------------------------------- | --- | ------------- | --------------------------------- |
| Am Berg 1 (Standort)                                                       | Ehemaliges Gasthaus                               | Zweigeschossiger verputzter Fachwerkbau, mit Halbwalmdach, 18. Jahrhundert | D-4-78-155-30 | Ehemaliges Gasthaus               |
| Am Markt 10 (Standort)                                                     | Wohnhaus                                          | Zweigeschossiger verputzter Walmdachbau, Erdgeschoss mit Pilaster, erste Hälfte 19. Jahrhundert, Hofeinfahrt erste Hälfte 19. Jahrhundert                                                     | D-4-78-155-2  | weitere Bilder                    |
| Gässla 5 (Standort)                                                        | Wohnhaus                                          | Zweigeschossiger Satteldachbau, erste Hälfte 19. Jahrhundert | D-4-78-155-3  | Wohnhaus                          |
| Nähe Gässla, im ehemaligen Schlossgarten, gegenüber Gässla 22 a (Standort) | Denkmal                                           | Sandstein, 1706 | D-4-78-155-33 | Denkmal                           |
| Hauptstraße 2 (Standort)                                                   | Wohnhaus                                          | Zweigeschossiges verputztes Halbwalmdachhaus, im Süden Vollwalm, spätes 19. Jahrhundert | D-4-78-155-4  | Wohnhaus                          |
| Hauptstraße 29 (Standort)                                                  | Wohnhaus                                          | Zweigeschossiges Walmdachhaus, mittleres 19. Jahrhundert | D-4-78-155-7  | Wohnhaus                          |
| Hauptstraße 36 (Standort)                                                  | Wohnhaus                                          | Zweigeschossiger verputzter Walmdachbau, erste Hälfte 19. Jahrhundert | D-4-78-155-8  | Wohnhaus                          |
| Kirchberg 7 (Standort)                                                     | Evangelisch-lutherische Pfarrkirche Sankt Ägidius | Um 1480 Schlosskapelle, 1637–1638 Erweiterung der Schlosskirche nach Westen mit fünfgeschossigem Turm, angebautes Langhaus 1914/19 nach Plänen von Johann Will, mit Ausstattung               | D-4-78-155-9  | weitere Bilder                    |
| Kirchberg 9 (Standort)                                                     | Schloss                                           | Drei- und zweigeschossige Walmdachbauten um vierseitigen Hof, Kernbauten Nordflügel, 14. Jahrhundert, und Westflügel, 16./17. Jahrhundert, Südflügel, frühes 17. Jahrhundert, Ostflügel, 1697 | D-4-78-155-10 | weitere Bilder                    |
| Kirchberg 24 (Standort)                                                    | Fachwerkwohnhaus                                  | mit anschließender Scheune aus Sandsteinquadern und aufgesetztem Fachwerkobergeschoss mit Ziegelsteinfüllungen, um 1900                                                                       | D-4-78-155-31 | Fachwerkwohnhaus                  |
| Kirchberg 26 (Standort)                                                    | Ehemaliges Amtshaus des Schlosses                 | Zweigeschossiger Halbwalmdachbau, im Kern 17. Jahrhundert | D-4-78-155-31 | Ehemaliges Amtshaus des Schlosses |
| Kirchberg 26 (Standort)                                                    | Zehntscheune                                      | nördlich an das Amtshaus anschließend, im Kern 1598 | D-4-78-155-31 | Zehntscheune                      |
| Kirchberg 26 (Standort)                                                    | Ehemalige Schlossscheune                          | südlich an das Amtshaus anschließend, im Kern 1598 zweiteiliger Scheunenbau von 1527/28 | D-4-78-155-31 | Ehemalige Schlossscheune          |
| Kirchberg 26 (Standort)                                                    | Umfassungsmauern                                  | im 18./19. Jahrhundert erneuert | D-4-78-155-31 | BW                                |
| Kronacher Straße 1 (Standort)                                              | Gasthaus zum Weißen Lamm                          | Zweigeschossiger Walmdachbau, verputztes Fachwerkobergeschoss, im Erdgeschoss Pilaster, Hofeinfahrt, bezeichnet 1818                                                                          | D-4-78-155-11 | Gasthaus zum Weißen Lamm          |
| Kronacher Straße 6 (Standort)                                              | Wohnhaus                                          | Zweigeschossiger verputzter Mansarddachbau, Eckpilaster, erste Hälfte 19. Jahrhundert | D-4-78-155-12 | Wohnhaus                          |
| Kronacher Straße 12 (Standort)                                             | Wohnhaus                                          | Zweigeschossiges Halbwalmdachhaus, Fachwerkobergeschoss, 18./19. Jahrhundert | D-4-78-155-13 | Wohnhaus                          |
| Kronacher Straße 14 (Standort)                                             | Wohnhaus                                          | Zweigeschossiger verputzter Walmdachbau, 17./18. Jahrhundert | D-4-78-155-14 | Wohnhaus                          |
| Mühlberg 1 ()                                                              | Kelleranlage                                      | 17./18. und 19. Jahrhundert, nicht nachqualifiziert, im Denkmalatlas Bayern nicht kartiert | D-4-78-155-29 | Kelleranlage                      |
| Mühlberg 3a (Standort)                                                     | Wohnhaus                                          | Zweigeschossiges Gebäude mit abgewalmtem Mansarddach, Fachwerkobergeschoss, im Erdgeschoss Pilaster, bezeichnet 1819                                                                          | D-4-78-155-15 | BW                                |

### Mannsgereuth
| Lage                                                                      | Objekt     | Beschreibung | Akten-Nr.     | Bild           |
| ------------------------------------------------------------------------- | ---------- | --- | ------------- | -------------- |
| Lindenplatz, Lindenplatz 4, Lindenplatz 10, an der Hauptstraße (Standort) | Dorflinde  | Stützanlage aus Sandsteinpfeilern des 18. Jahrhunderts                                                                     | D-4-78-155-17 | Dorflinde      |
| Staatsstraße 2208, an der Straße nach Beikheim (Standort)                 | Steinkreuz | In Form eines griechischen Kreuzes, in Kleeblattform, Sandstein, wohl noch mittelalterlich, im Fundament bezeichnet „1641“ | D-4-78-155-18 | weitere Bilder |

### Obristfeld
| Lage                      | Objekt                                           | Beschreibung                                                                                            | Akten-Nr.     | Bild           |
| ------------------------- | ------------------------------------------------ | --- | ------------- | -------------- |
| Ebnether Weg 2 (Standort) | Wohnhaus                                         | Zweigeschossiger Wohnstallbau mit Satteldach, verschiefertes Fachwerkobergeschoss, Kern 18. Jahrhundert | D-4-78-155-19 | Wohnhaus       |
| Ebnether Weg 7 (Standort) | Pfarrhaus                                        | Zweigeschossiger Fachwerkbau mit Walmdach, 1786                                                         | D-4-78-155-21 | Pfarrhaus      |
| Ebnether Weg 7 (Standort) | Pfarrscheune                                     | Sandsteinquaderbau mit Halbwalmdach, 1839                                                               | D-4-78-155-21 | Pfarrscheune   |
| Ebnether Weg 7 (Standort) | Evangelisch-lutherische Pfarrkirche St. Nikolaus | Rechteckiger Saalbau mit erhöhtem Chor, viergeschossiger Turm, 1707, mit Ausstattung                    | D-4-78-155-20 | weitere Bilder |

### Trainau
| Lage                                                                       | Objekt                        | Beschreibung | Akten-Nr.     | Bild                          |
| -------------------------------------------------------------------------- | ----------------------------- | --- | ------------- | ----------------------------- |
| Flecken, ca. 100 m südöstlich des Ortes an der "Graitzer Gasse" (Standort) | Bildstock                     | Sandstein, Pfeiler mit Aufsatz, 18. Jahrhundert | D-4-78-155-22 | Bildstock                     |
| Redwitzer Straße 6 (Standort)                                              | Ehemaliges Gasthaus Zum Engel | Zweigeschossiger Halbwalmdachbau, Obergeschoss und Giebel Zierfachwerk, korbbogige Eingangsnische, Heimatstil, 1910/11 von Zimmermeister Friedrich Amschler (Redwitz) | D-4-78-155-32 | Ehemaliges Gasthaus Zum Engel |

### Unterlangenstadt
| Lage                         | Objekt      | Beschreibung                                                                            | Akten-Nr.     | Bild        |
| ---------------------------- | ----------- | --------------------------------------------------------------------------------------- | ------------- | ----------- |
| Dorfstraße 22 (Standort)     | Wohnhaus    | Zweigeschossiger Walmdachbau, wohl 18. Jahrhundert                                      | D-4-78-155-23 | Wohnhaus    |
| Dorfstraße 37 (Standort)     | Wohnhaus    | Eingeschossiger Halbwalmdachbau mit Ecklisenen, 1822                                    | D-4-78-155-24 | Wohnhaus    |
| Dorfstraße 43 (Standort)     | Gasthaus    | Zweigeschossiger Walmdachbau, verputztes Fachwerkobergeschoss, 18. Jahrhundert          | D-4-78-155-25 | Gasthaus    |
| Dorfstraße 52 (Standort)     | Einfriedung | Mit Sandsteinbalustrade und Pfeilertor, 18. Jahrhundert                                 | D-4-78-155-26 | Einfriedung |
| Dorfstraße 58 (Standort)     | Wohnhaus    | Zweigeschossiger Satteldachbau mit verputztem Fachwerkobergeschoss, 18./19. Jahrhundert | D-4-78-155-27 | Wohnhaus    |
| Hintere Straße 32 (Standort) | Wohnhaus    | Eingeschossiger Wohnstallbau mit Halbwalmdach, spätes 18. Jahrhundert                   | D-4-78-155-28 | Wohnhaus    |

## Ehemalige Baudenkmäler
In diesem Abschnitt sind Objekte aufgeführt, die früher einmal in der Denkmalliste eingetragen waren, jetzt aber nicht mehr. Objekte, die in anderem Zusammenhang also z. B. als Teil eines Baudenkmals weiter eingetragen sind, sollen hier nicht aufgeführt werden. Aktennummern in diesem Abschnitt sind ehemalige, jetzt nicht mehr gültige Aktennummern.

| Lage                                      | Objekt       | Beschreibung                                                 | Akten-Nr.     | Bild |
| ----------------------------------------- | ------------ | ------------------------------------------------------------ | ------------- | ---- |
| Unterlangenstadt Dorfstraße 52 (Standort) | Wohnstallbau | Langgestreckt, mit Fachwerkobergeschoss, 18./19. Jahrhundert | D-4-78-155-26 | BW   |